# Allium armerioides
Allium armerioides — вид трав'янистих рослин родини амарилісові (Amaryllidaceae), ендемік південно-східної Туреччини.

## Опис
Цибулина довгаста, діаметром ≈ 1 см; зовнішні оболонки дрібно-сітчасто-волокнисті, коричневі. Стебло 10.5–13.5 см. Листки вузько-ниткоподібні, ледь коротші ніж стебло. Зонтик малоквітковий, кулястий, з майже сидячими квітками. Оцвітина дзвінчаста; сегменти білі, ≈ 5.5 мм, дещо гострі.

## Поширення
Ендемік південно-східної Туреччини.